# Chiesa di Ognissanti (Venezia, Pellestrina)
La Chiesa di Ognissanti è il duomo dell’isola di Pellestrina, situata nel comune di Venezia appartiene però alla diocesi di Chioggia (forania di Chioggia-Pellestrina).

## Storia
Chiesa di antica fondazione – le prime notizie risalgono al 1111 – venne ricostruita alla fine del Trecento dopo la guerra di Chioggia e consacrata nel 1435. Rifatto nel cinquecento e riconsacrato nel 1535, nel XVII secolo l'edificio attuale venne ampliato e nuovamente consacrato nel 1618. Elevata ad arcipretale nel 1791 la chiesa venne risistemata nel XIX secolo.

## Descrizione

### Esterno

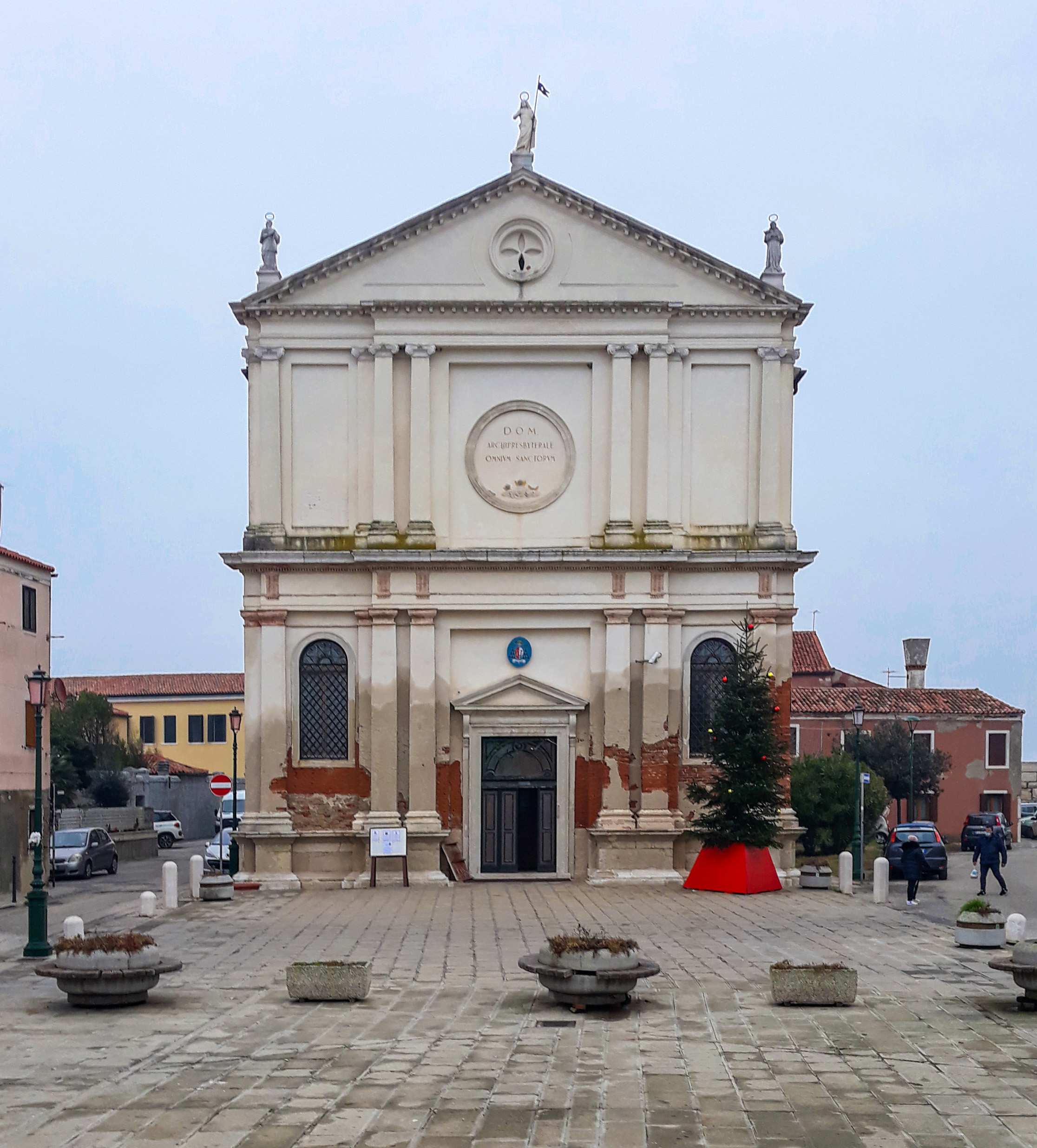
Facciata della chiesa

La bianca facciata a capanna e tripartita da un doppio ordine di lesene si erge sulla piazzetta rivolta verso la laguna. Le lesene sovrapposte degli spigoli esterni si ripetono ai margini della fascia centrale sotto quelle binate che determinano una leggera sporgenza. La trabeazione mediana, sopra il più basso ordine dorico, è marcata da triglifi assenti sul cornicione superiore che chiude l'ordine ionico. Un timpano triangolare, dalle bordure sorrette da dentelli e ornato al centro da un oculo traforato, culmina la facciata e sorregge tre statue di santi. Un grande medaglione, al centro del secondo ordine, ricorda la dedicazione delle chiesa: D.O.M. Archipresbyterale Omnium Sanctorum (a Dio ottimo massimo, arcipretale di Tutti i Santi). Al centro del primo ordine si apre il portale col suo timpano sorretto da modiglioni. Sulle fasce laterali due finestre centinate che assieme alla terna di finestre termali aperte sui due disadorni lati illuminano l'esterno. Pochi, oltre agli alti piedistalli del basamento, sono gli elementi in pietra, la maggior parte della facciata è realizzata in mattoni intonacati. Il basso campanile senza cuspide, accostato all'abside, risulta visibile solo dal fianco sinistro e dal retro. Le doppie finestre della cella classicheggiante, sormontate da timpani sono murate sul lato verso il mare, come da necessità.